# Vitmaskad sydhake
Vitmaskad sydhake (Eopsaltria leucops) är en fågel i familjen sydhakar inom ordningen tättingar.

## Utseende och läte
Vitmaskad sydhake är en mycket liten och knubbig olivgrön tätting. Den har svart huvud, vitt ansikte och lysande gul undersida. Lätet består av en upprepad serie med korta och vassa visslingar. Ytligt lika gulbröstad båtnäbb har längre stjärt, gult ögonbrynsstreck och vita vingband.

## Utbredning och systematik
Vitmaskad sydhake delas in i tio underarter med följande utbredning:
- Eopsaltria leucops leucops – nordvästra Nya Guinea (berg på Fågelhuvudhalvön)
- Eopsaltria leucops mayri – Nya Guinea (Wandammenbergen och Weylandbergen)
- Eopsaltria leucops nigroorbitalis – Nya Guinea (Maokebergen och Sudirmanbergen)
- Eopsaltria leucops heurni – Nya Guinea (Weylandbergen och övre Mamberanofloden)
- Eopsaltria leucops nigriceps – Nya Guinea (Victor Emanuel-bergen och Sudirmanbergen)
- Eopsaltria leucops melanogenys – norra Nya Guinea (Cyclopsbergen till Aicorafloden)
- Eopsaltria leucops wahgiensis – bergen i östra Nya Guinea
- Eopsaltria leucops albifacies – bergen i sydöstra Nya Guinea
- Eopsaltria leucops auricularis – lågland i södra Nya Guinea (Orimoflodområdet)
- Eopsaltria leucops albigularis – kustnära nordöstra Queensland (Cape York till McIlwraith Range)

### Släktestillhörighet
Arten placerades tidigare i Tregellasia, men detta inkluderas allt oftare i Eopsaltria efter genetiska studier.

## Levnadssätt
Vitmaskad sydhake hittas i tät regnskog. Där ses den enstaka eller i par, sittande på låga grenar eller på sidan av trädstammar varifrån den gör utfall mot marken för att fånga byten.

## Status och hot
Arten har ett stort utbredningsområde, men tros minska i antal, dock inte tillräckligt kraftigt för att den ska betraktas som hotad. Internationella naturvårdsunionen IUCN listar arten som livskraftig (LC).